# Geyerbad
Geyerbad (Dialekt: „Geibert“) ist ein Weiler und gehört zu Oberdigisheim, einem Stadtteil von Meßstetten. Er liegt auf einer Hochfläche der Schwäbischen Alb auf einer Meereshöhe von über 910 m ü. M. oberhalb der Artlishalde.
Geyerbad wurde früher auch als Girenbad, Girabad oder Geyernbad bezeichnet, wobei sich das Wort Gir wohl auf Schwefelkies bezieht. Auf dem Geppert ist die Niederschrift, welche sich an der Aussprache orientiert. Es gab eine Gastwirtschaft, eine Krämerei, eine Ziegelei, eine Branntweinbrennerei, ein Backhaus und Waschhaus, eine Handdreschmaschine, einen Pumpbrunnen und sechs Schöpfbrunnen.

## Schwefelbad
Schon 1433 wurde der Weiler Geyerbad als öffentliche Badstube bezeichnet. Geyerbad war um das Jahr 1453 ein gut besuchter Badeort mit einer großen Hüle, wohl dem früheren Badebassin. Das „Girbad“ war nach Schmids Landbuch einst ein berühmtes Schwefelbad und hatte, wie in einer mittelalterlichen Urkunde im Städtischen Archiv in Balingen einzusehen ist, einen Bademeister. Nur ein handwerklich ausgebildeter, geprüfter und in der Zunft organisierter Bader durfte eine Badstube betreiben. Wenn die Öfen für die Schwitz- und Wasserbäder erwärmt waren, wurden die Wedel, Kräuterbüschel am Nasenschild eingehängt. Jetzt konnten die Badegäste sich ihrer Kleider entledigen und in den heißen Dampf in der Badestube eintreten. Bader boten im Mittelalter im Allgemeinen nicht nur Reinigung an, sondern auch Linderung bei Leiden aller Art, etwa mit Kräuterbädern und Schwefelsalben. Man konnte sich zudem massieren, entlausen oder die Haare schneiden lassen. Zu Beginn schor der Bader Kopfhaar und Bart. Neben dem Aderlass gesellte sich auch die Wundbehandlung zu den Dienstleistungen. So konnte man in Badstuben auch kleinere operative Eingriffe wie Zähneziehen vornehmen lassen.

## Bergbau
Von armen Bauern und Tagelöhnern wurde um 1738 Eisenerz für die Hütte in Harras zusammengetragen und damit ins österreichische Ausland geschmuggelt. Schmuggler schmuggelten in der Gegend Kaffee, Erze, Bibeln und vieles mehr. Es handelt sich dabei um nahezu schwefel- und phosphorfreie Erzkonkretionen. Auf dem Geppert in Oberdigisheim wurde um 1738 im großen Maßstab, insbesondere in den arbeitsarmen Wintermonaten, Eisenerz für die Hochöfen der Hüttenwerke in Württemberg gefördert. Auf dem Weg vom Hohlen Felsen zur Fünf-Bubenhöhle bei Geyerbad sind noch Reste von Pingen (Bohnerzgruben) sichtbar. Die selbständigen Knappen schürften auf eigenes Risiko und wurden anhand der Erzmenge bezahlt.

## Ziegelherstellung
Um 1732 wurde eine Ziegelhütte auf dem Geiersbadberg erwähnt. Die Ziegelhütten wurden bis nach Ende des Ersten Weltkriegs betrieben, danach mussten die Handziegelbetriebe eingestellt werden, weil sie mit den Ziegelfabriken nicht konkurrenzfähig waren.

## Historische und aktuelle Infrastruktur

### Gasthaus
Das Gasthaus „Glöckle“ wurde vom Fuhrunternehmer Karl Pfersich in den Jahren um 1950 eröffnet. Es war überregional bekannt und beliebt und ist heute wieder dreimal wöchentlich für die Öffentlichkeit zugänglich.

### Feuerlöschwesen

#### Hülbe

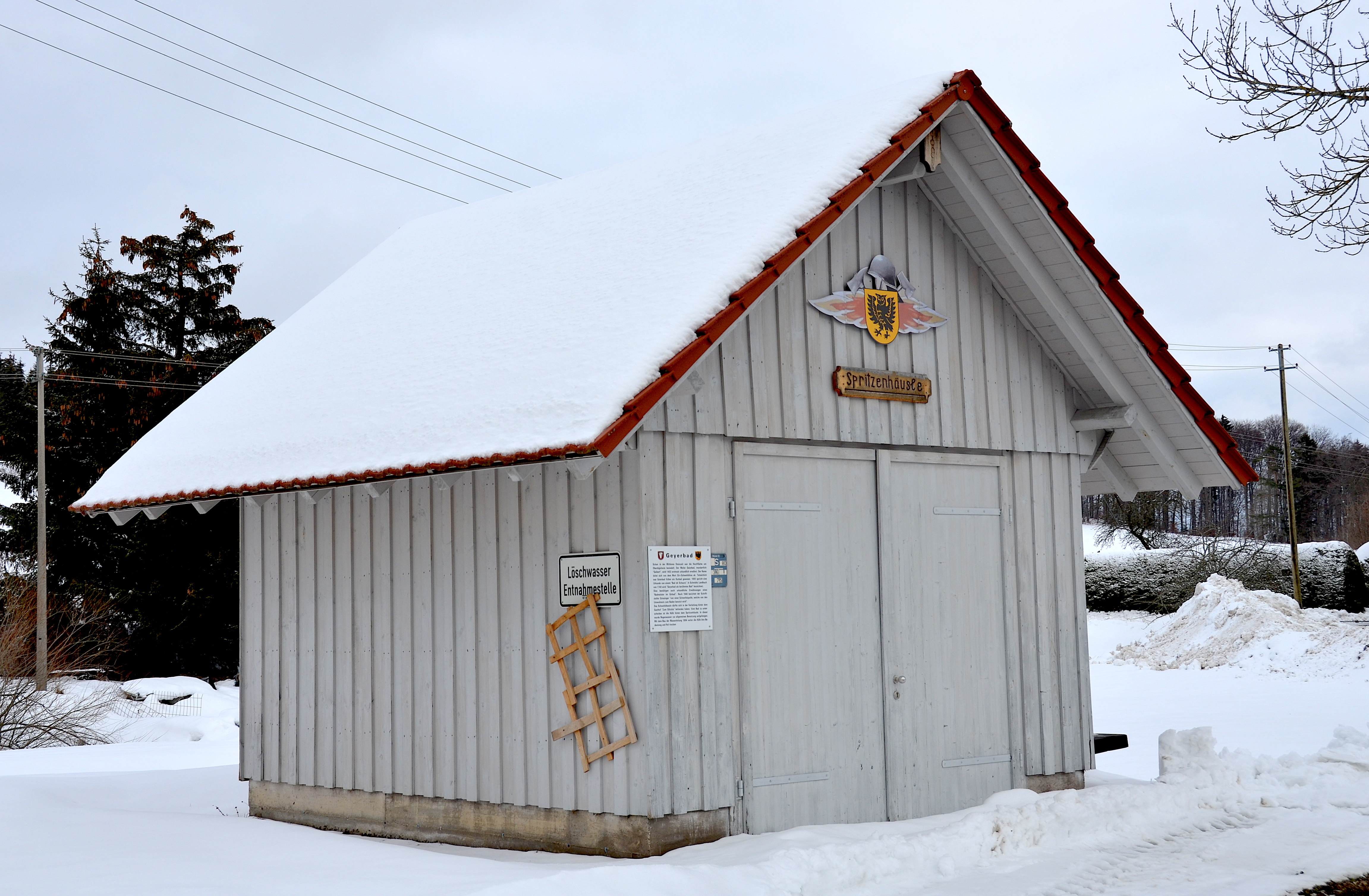
Spritzenhäusle (2019)

Ab 1834 durfte das Wasser der großen Hülbe auf dem Geyerbad nicht ohne Begründung genutzt werden und sollte aufbewahrt werden. 1897 wurde die Hülbe abgedichtet, ihre sie speisende Quelle drohte zu versiegen. Was bedeutete, dass das Wasser aus dem Tal geholt werden musste. Die heute  trockene  Hülbe konnte erhalten werden und  befindet sich unter einem Gebüsch hinter dem Spritzenhaus. Eine Besonderheit stellte der artesische Kohlstattbrunnen dar. Dort soll das Wasser bis zu einem Meter hochgesprungen sein.

#### Hochbehälter
Um 1900 waren in Württemberg Hydrantenstationen verteilt, bestückt jeweils mit einem Standrohr, einem Strahlrohr und 70 Meter Druckschlauch. Auf dem Geyerbad konnte das Gebäude erhalten werden.

#### Zisterne
Eine Zisterne neben dem Spritzenhaus gewährleistet heute eine erschöpfliche Löschwasserversorgung. Beim Öffnen der Behälterfülleitung fällt der Druck in der Leitung und den Hydrandten vom Wasserbehälter in Obenheim stark ab. Deshalb wird bei größeren Wasserentnahmen mit Verstärkerpumpen Löschwasser aus dem Stausee Kohlstatt-Brunnenbach hochgepumpt.

### Notstand

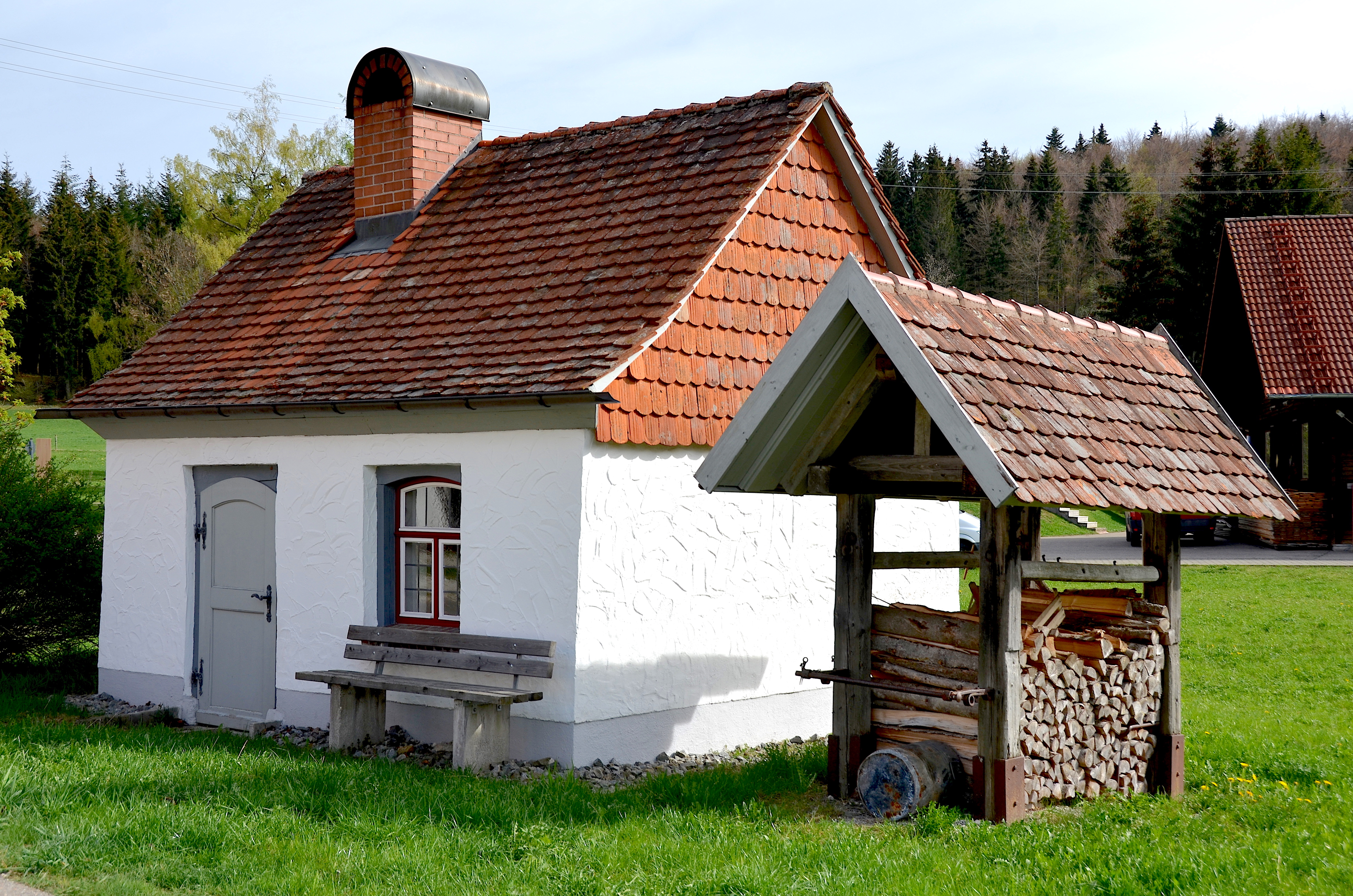
Dorfbackhaus und Notstand in Geyerbad (2019)

Der Notstand (Klauenstand) konnte auf dem Geyerbad erhalten werden. Baugleiche Vorrichtungen sind andernorts nur in Museen zu besichtigen.

### Backhaus
Ein Backhaus wurde vom Schwäbischen Albverein saniert.
Dort finden die Backhausfeste statt.

### Übernachtungsplatz Bockenloch
Seit 40 Jahren finden auf dem Geyerbad Jugendfreizeiten statt.

### Meditationsangebot: Betend gehen
Betend gehen ist eine christlich meditative Wanderung auf dem Geyerbad.